# Magdalena Kuta
Magdalena Kuta, także Magdalena Kuta-Jastrzębska (ur. 27 maja 1957 w Warszawie) – polska aktorka teatralna i filmowa.

## Życiorys
W 1981 ukończyła studia na Wydziale Aktorskim PWST w Warszawie. Popularność przyniosła jej rola Leokadii Paciorek (później Leokadii Czerepach) w serialu telewizyjnym Ranczo.
Współpracuje z Teatrem Rozmaitości. Jej bratem był muzyk Dominik Kuta.

## Teatr
- 2009:
  - Między nami dobrze jest, tekst Dorota Masłowska, reż. Grzegorz Jarzyna TR Warszawa
- 2008:
  - Stygmatyczka (Scena Faktu Teatru Telewizji) jako Austriaczka, reż. Wojciech Nowak

## Filmografia
- 1980: W biały dzień jako kobieta
- 1983: Seksmisja jako strażniczka w blokhauzie
- 1985: Ga, ga. Chwała bohaterom jako seksbomba u drugiego bohatera
- 1989: Sceny nocne
- 1991: Przeklęta Ameryka
- 1992: Sprawa kobiet jako pani Bernard, zgwałcona kobieta
- 1992: Żywot człowieka rozbrojonego (odc. 1)
- 1996: Gry uliczne jako sąsiadka Katarzyny Rutkowskiej
- 1997: Pułapka jako asystentka reżysera „Tramwaju”
- 1997–2009: Klan jako wychowawczyni klasy, do której uczęszczał m.in. Mateusz Marczyński, syn Alicji i Andrzeja
- 1999: Skok jako matka Borysa
- 2000: Twarze i maski jako gosposia profesora Bardena (odc. 4)
- 2000: Enduro Bojz jako matka Kuby
- 2001: Inferno jako matka Ingi
- 2001: Na dobre i na złe jako Grabarczykowa, opiekunka Michała (odc. 83)
- 2001: Cisza jako Stanisława, podwładna Mimi
- 2002: Psie serce jako gość programu Edyty, matka Pawełka
- 2002–2006: Samo życie jako mecenas Sylwia Achmatowicz
- 2003: Zaginiona jako matka Matyldy (odc. 1)
- 2004: Oficer jako matka „Robbiego” (odc. 1)
- 2005: Parę osób, mały czas jako sprzedawczyni
- 2005: Magda M. jako Kołodziejczykowa, matka Marcina (odc. 15)
- 2005: Egzamin z życia jako Ewa, pacjentka Tarasiewicza (odc. 23)
- 2005: Boża podszewka II jako Kazia, żona Bielunia (odc. 1 i 2)
- 2006: U fryzjera jako Halinka
- 2006–2016: Ranczo jako księgowa Leokadia Paciorek-Czerepach
- 2007: Ranczo Wilkowyje jako księgowa Leokadia Paciorek
- 2007: Odwróceni jako Jóźwiakowa (odc. 2)
- 2007: Faceci do wzięcia (odc. 48)
- 2008–2010, 2012, 2014: Czas honoru jako siostra Józefa
- 2009: Moja nowa droga jako Anna, matka Aliny
- 2010–2011: Usta usta jako Jadwiga, matka Julii (odc. 21 i 34)
- 2010: Made in Poland jako Irena, matka Bogusia
- 2010: Lincz jako Charewiczowa, matka Renaty Grad
- 2012–2013: Taniec śmierci. Sceny z powstania warszawskiego jako kobieta w piwnicy
- 2013: Prawo Agaty jako Krystyna Wróbel (odc. 43)
- 2013: Głęboka woda jako szefowa zakładu fryzjerskiego (odc. 7)
- 2014: Ojciec Mateusz jako Cecylia Witkowska (odc. 143)
- 2014: Obywatel jako pani z komisji dyscyplinarnej ds. nauczycieli
- 2014: Mur jako właścicielka pierwszego mieszkania
- 2014: Między nami dobrze jest jako Halina
- 2014: Lekarze jako Irena, siostra Wandy (odc. 51)
- 2015: Prawo Agaty jako Zofia, klientka Bartka (odc. 90)
- 2015: Pakt jako Hanna, sekretarka Daniela Grodeckiego (odc. 1)
- 2015: Na dobre i na złe jako Kazia, żona Ludwika (odc. 588)
- 2015: Historia Roja jako matka „Roja”
- 2015–2016: Barwy szczęścia jako Judyta, matka Agnieszki Walczak
- 2015: Anatomia zła jako sąsiadka „Lulka”
- 2016: Powidoki jako sekretarka PWSSP
- 2016: Komisarz Alex jako Maria Bogusz, matka Bożeny (odc. 97)
- 2016: Historia Roja jako matka „Roja”
- 2016: Bodo jako Lodzia (odc. 10)
- 2017: Wunschkinder jako kobieta
- 2017: Druga szansa jako Ewelina, siostra Niny Iwaniuk
- 2017: Amok jako Teresa Bala, matka Krystiana
- 2018: Pod powierzchnią jako matematyczka Stachowska (odc. 2)
- 2018: Ojciec Mateusz jako parafianka Ludmiła Zajarska (odc. 257)
- 2019: Eastern jako kobieta
- 2020: W głębi lasu jako dyrektorka domu opieki (od. 3)
- 2020: Sweat jako Danuta
- 2020: Żywioły Saszy jako Hanna Duwe „Platyna”
- 2022: Stulecie Winnych jako Hanna Gołębianka
- 2022: Marzec ’68 jako inspicjentka w Teatrze Narodowym
- od 2022: Gang Zielonej Rękawiczki jako Zuzanna Zemplińska
- 2025: 100 dni do matury jako minister edukacji, Barbara Bogacka